# Horário de Cabo Verde
|  | UTC−01:00           | Horário de Cabo Verde                                                                  |
|  | UTC±00:00           | Tempo Médio de Greenwich                                                               |
|  | UTC±00:00 UTC+01:00 | Horário da Europa Ocidental Horário de Verão da Europa Ocidental                       |
|  | UTC+01:00           | Horário da África Ocidental / Horário da Europa Central                                |
|  | UTC+01:00 UTC+02:00 | Horário da África Ocidental Horário de Verão da África Ocidental                       |
|  | UTC+02:00           | Horário da África Central / Horário Padrão da África do Sul / Horário do Leste Europeu |
|  | UTC+03:00           | Horário da África Oriental                                                             |
|  | UTC+04:00           | Horário da Maurícia Horário das Seychelles                                             |

O Horário de Cabo Verde ou CVT é um fuso horário usado no arquipélago atlântica de Cabo Verde. O fuso é de uma hora depois de UTC (UTC-1).
O horário de verão não existe nessa zona.